# Archidendron nervosum
Archidendron nervosum är en ärtväxtart som beskrevs av De Wit. Archidendron nervosum ingår i släktet Archidendron och familjen ärtväxter. Inga underarter finns listade i Catalogue of Life.